# Soldado Milhões (filme)
Soldado Milhões é um filme e uma minissérie portuguesa de drama, realizado por Gonçalo Galvão Teles e Jorge Paixão da Costa e produzido por Pablo Iraola e Pandora da Cunha Telles. O filme e a minissérie foram nomeados para um total de 9 Prémios Sophia (os prémios da Academia Portuguesa de Cinema), o maior número da edição de 2019. Estreou-se em Portugal a 12 de abril de 2018.

## Sinopse
Durante a Primeira Guerra Mundial, Aníbal Augusto Milhais, de forma a salvar os seus companheiros, decide contrariar as ordens superiores, e enfrenta sozinho algumas ofensivas alemãs. Com a ajuda da sua arma, uma metralhadora Lewis, que acabou por ficar conhecida por Luisinha, Aníbal acabou por conseguir salvar imensos parceiros de guerra, acabando mais tarde por ser conhecido por Soldado Milhões.

## Elenco
- João Arrais como Soldado Milhões (jovem)
- Miguel Borges como Soldado Milhões (adulto)
- Carminho Coelho como Adelaide
- Lúcia Moniz como Teresa
- Filipa Louceiro como Teresa (jovem)
- João Nunes Monteiro como filho mais velho
- Dinarte Branco como presidente da Câmara
- Graciano Dias como Jaime Cortesão
- Maria Eduarda como Anne
- Nuno Pardal como major escocês
- António Pedro Cerdeira como Ferreira do Amaral
- Raimundo Cosme como Malha Vacas
- Isac Graça como Sabugal
- Tiago Teotónio Pereira como Penacova
- Luís Ganito como Mértola
- Ivo Canelas como Capitão Ribeiro de Carvalho
- Miguel Ponte como fadista
- Rodrigo Paganelli como jovem soldado alemão
- João Santos Silva como Ílhavo
- Afonso Viriato como Sacavém
- Rodrigo Tomás como Souvenir
- Miguel Taborda como Almeida
- Rafael Costa como Penha de França
- Rui Conceição como Isqueiro
- David Cipriano como Régua
- Tiago Castro como soldado perdido
- Valerie Braddell como mulher francesa
- Francis Braddell como militar francês
- Gonçalo Botelho como açoriano
- Martim Baginha Cardoso (voz)
- Pedro Moldão Martins como Munchingona (como Pedro Martins)

## Prémios e nomeações
| Lista de prémios e nomeações                   | Lista de prémios e nomeações                                          | Lista de prémios e nomeações                       | Lista de prémios e nomeações | Lista de prémios e nomeações |
| Prémios                                        | Categoria                                                             | Nomeado                                            | Resultado                    | R.                           |
| ---------------------------------------------- | --------------------------------------------------------------------- | -------------------------------------------------- | ---------------------------- | ---------------------------- |
| Prémios Sophia – Academia Portuguesa de Cinema | Melhor Filme                                                          | Pandora da Cunha Telles Pablo Iraola               | Indicado                     | [ 6 ] [ 3 ]                  |
| Prémios Sophia – Academia Portuguesa de Cinema | Melhor Série ou Tele-filme                                            | Jorge Paixão da Costa Gonçalo Galvão Teles         | Indicado                     | [ 3 ] [ 7 ]                  |
| Prémios Sophia – Academia Portuguesa de Cinema | Melhor Argumento Original                                             | Jorge Paixão da Costa Mário Botequilha             | Venceu                       | [ 6 ] [ 8 ]                  |
| Prémios Sophia – Academia Portuguesa de Cinema | Melhor Montagem                                                       | João Braz                                          | Venceu                       | [ 6 ] [ 8 ]                  |
| Prémios Sophia – Academia Portuguesa de Cinema | Melhor Som                                                            | Pedro Melo Branko Neskov Ivan Neskov Elsa Ferreira | Venceu                       | [ 6 ] [ 8 ]                  |
| Prémios Sophia – Academia Portuguesa de Cinema | Melhor Direcção Artística                                             | Joana Cardoso                                      | Venceu                       | [ 6 ] [ 8 ]                  |
| Prémios Sophia – Academia Portuguesa de Cinema | Melhor Caracterização / Efeitos Especiais                             | Jorge Carvalho Carlos Amaral                       | Venceu                       | [ 6 ] [ 8 ]                  |
| Prémios Sophia – Academia Portuguesa de Cinema | Melhor Fotografia                                                     | José António Loureiro                              | Indicado                     | [ 6 ] [ 3 ]                  |
| Prémios Sophia – Academia Portuguesa de Cinema | Melhor Guarda-Roupa                                                   | Mia Lourenço                                       | Indicado                     | [ 6 ] [ 3 ]                  |
| Prémios CinEuphoria 2019                       | Melhor Actor Secundário – Competição Nacional                         | Raimundo Cosme                                     | Indicado                     | [ 6 ] [ 9 ]                  |
| Prémios CinEuphoria 2019                       | Melhor Maquilhagem/Cabelos – Competição Nacional                      | Sandra Pinto Mário Leal                            | Indicado                     | [ 6 ] [ 9 ]                  |
| Prémios CinEuphoria 2019                       | Melhor Guarda-Roupa – Competição Nacional                             | Mia Lourenço                                       | Indicado                     | [ 6 ] [ 9 ]                  |
| Prémios CinEuphoria 2019                       | Melhores Efeitos Especiais (Visuais ou Sonoros) – Competição Nacional | Pedro Melo                                         | Indicado                     | [ 6 ] [ 9 ]                  |
| Troféus TV 7 Dias 2019                         | Melhor Série – Série                                                  | Pandora da Cunha Telles Pablo Iraola               | Indicado                     | [ 7 ] [ 10 ]                 |
| Troféus TV 7 Dias 2019                         | Melhor Actor – Série                                                  | Tiago Teotónio Pereira                             | Venceu                       | [ 7 ] [ 10 ] [ 11 ]          |
| Troféus TV 7 Dias 2019                         | Melhor Actor – Série                                                  | Miguel Borges                                      | Indicado                     | [ 7 ] [ 10 ]                 |
| Troféus TV 7 Dias 2019                         | Melhor Actor – Série                                                  | Ivo Canelas                                        | Indicado                     | [ 7 ] [ 10 ]                 |
| Troféus TV 7 Dias 2019                         | Melhor Actriz – Série                                                 | Lúcia Moniz                                        | Indicado                     | [ 7 ] [ 10 ]                 |